# Akinola Aguda
Akinola Aguda (* 10. Juni 1923 in Akure; † 5. September 2001 in Apapa, Lagos) war ein nigerianischer Jurist und Chief Justice (Generalstaatsanwalt) von Botswana. Bevor er Chief Justice wurde, war er  Anwalt und Richter an einem High Courts Nigerias in der westlichen Region Nigerias. Er war der erste einheimische Afrikaner, der die Position des Chief Justice in Botswana ausfüllte.
Während seiner Juralaufbahn war er als Jurist und Anwalt bekannt, der den Radikalismus während der Militärherrschaft in Nigeria förderte. Es wird angenommen, dass dies zu seinem Ausschluss aus dem Supreme Court Nigerias führte.

## Leben
Judge Aguda wurde in Akure als Sohn von Elijah Aguda und Deborah Fasu geboren, die ein prominentes anglikanisches Ehepaar in Akure waren. Er absolvierte seine Grundschulzeit an der St David’s Primary School, Akure, und wechselte dann an eine weiterführende Schule, dem Government College, Ibadan. Ursprünglich wollte er Arzt werden, aber Chemie, das für das Bestehen der Arztausbildung ein entscheidendes Fach war, lag ihm nicht, daher verließ er die Medizinische Fachschule nach dem ersten Jahr. Er versuchte es als Lehrer, wechselte jedoch auf Rat von Obafemi Awolowo in ein juristisches Studium. Er studierte Jura an der University of London und schloss das Studium als Barrister 1952 ab.
Aguda heiratete seine erste Ehefrau 1952 und hatte ab 1954 eine Geliebte.

## Karriere
Nach Beendigung seines Studiums arbeitete Aguda in der Kanzlei eines nigerianischen Anwaltes, Ayo Rosiji, aber wechselte später zur Rechtsabteilung der westlichen Region Nigerias, wo er angehender Crown Counsel wurde. Kurz darauf wurde er zum Crown Counsel befördert. 1955 und 1968 wurde er zum aktiven General solicitor der westlichen Region Nigerias. Am 3. Februar 1972 wurde er zum ersten afrikanischen Chief Justice von Botswana ernannt, gleichzeitig war er Richter am Court of Appeal von Swasiland, Botswana und Lesotho. Nachdem er das Supreme Court im Jahr 1975 verlassen hatte, kehrte er nach Nigeria zurück und setzte seine juristische Laufbahn als oberster Richter des Bundesstaates Ondo fort. 1976 war er ein führendes Mitglied des Komitees, das Abuja als Hauptstadt von Nigeria empfahl. Er ging 1978 als Mitglied des Rechtssystems in den Ruhestand und wurde Leiter des neu gegründeten Nigerian Institute of Advanced Legal Studies.
Als Leiter des Nigerian Institute of Advanced Legal Studies nahm Aguda eine neue Rolle als Kritiker des Korruption und Regierung in Nigeria und Afrika ein. Laut Aguda wissen gewöhnliche Afrikaner und Afrikanerinnen zu wenig über rechtliche Normen und Präzedenzfälle, was dazu führt, dass wichtige Menschenrechte von der Regierung missbraucht werden. Diese Situation kann durch die Armut gefördert werden. Es werden viele Menschen ohne Prozess oder Anklageschrift in Gefängnissen festgehalten, weil sie nicht das Geld für einen Anwalt oder die Beziehungen haben, etwas an ihren Situation zu ändern. Seine Verteidigung der Rechte von Verdächtigten war ein entscheidendes Thema, das während seiner Tätigkeit als Richter hervorstach. Im Jahr 1968 schrieb er im Fall von Agbaje gegen die Regierung der Western Region von Nigeria einen Kommentar, der immer noch relevant für das heutige juristische System Nigerias ist.

“In a democracy like ours, even in spite of the national emergency in which we have been for the past three years, I hold the view that it is, to say the least, high-handed for the police to hold a citizen of this country in custody in various places for over ten days without showing him the authority under which he is being held or at least informing him verbally of such authority.”

„Trotz des nationalen Notstands, den wir in den vergangenen drei Jahren hatten, bin ich der Ansicht, dass es in einer Demokratie wie der unsrigen, gelinde ausgedrückt, selbstherrlich von der Polizei ist, einen Bürger dieses Landes an verschiedenen Orten über zehn Tage in Haft zu halten, ohne ihm die Berechtigung, unter denen er festgehalten wird, vorzulegen, oder ihn zumindest verbal über die Berechtigung zu informieren.“

Er versuchte auch, die wirtschaftlichen Barrieren des kriminellen Justizsystems mittels eines Schnellgerichtsverfahrens zu entfernen, um die omnipotenten Führer unter und nicht über das Gesetz zu stellen.